# Martelange
Martelange (luxemburgheză: Maarteleng/Maartel, valonă Måtlindje) este o comună francofonă din regiunea Valonia din Belgia. Comuna este formată din localitățile Martelange, Grumelange, Radelange, La Folie, Neuperlé și La Roche Percée. Suprafața totală a comunei este de 29,67 km². La 1 ianuarie 2008 comuna avea o populație totală de 1.566 locuitori. 

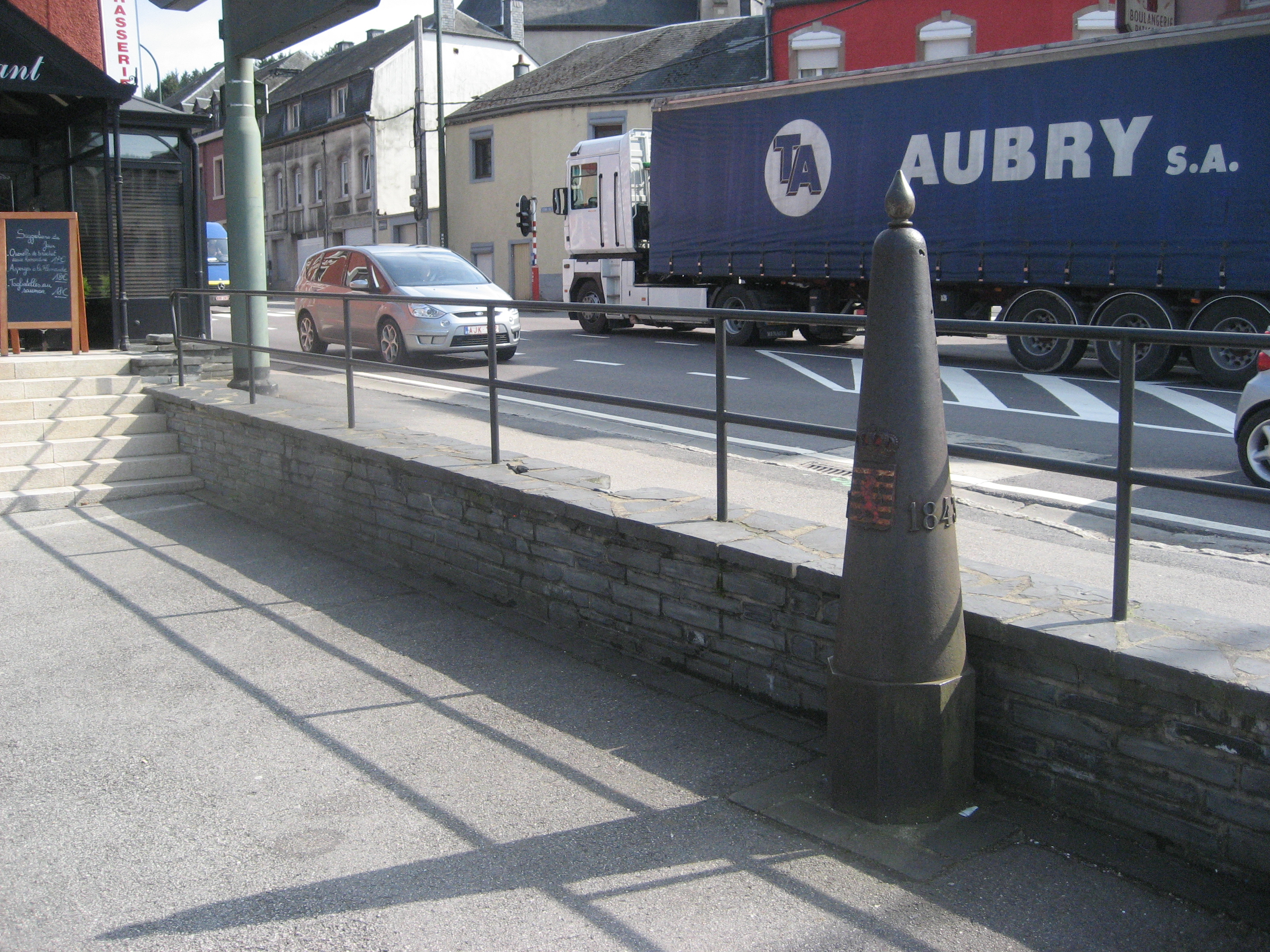
Bornă frontalieră lângă RN 4

Comuna Martelange este situată lângă frontiera cu Marele Ducat Luxemburg. În localitatea propriu-zisă Martelange Drumul Național belgian Nr 4, care leagă orașele Bruxelles și Arlon, este construită de-a lungul frontierei pentru câteva sute de metri, separând localitatea Martelange de satul Haut-Martelange din comuna luxemburgheză Rambrouch. Datorită fiscalității reduse, numeroase magazine și stații de distribuție de carburanți sunt instalate pe partea luxemburgheză a drumului. 